# Roustiana
Roustiana (griechisch Ρούστιανα) ist eine Ausgrabungsstätte im Kallidromo-Gebirge, etwa 7 km westlich von Livanates. Es handelt sich um eine Akropolis auf einem bewaldeten Berg, die von einer kyklopischen Mauer umgeben ist. Ohne Grabung wurden bei einer Begehung des steilen Geländes zahlreiche mykenische Tonscherben als Oberflächenfunde gemacht. Bei Grabungen entdeckte man ein Boot aus Keramik mit Rädern aus der Späthelladischen Zeit, das einzige bisher bekannte mykenische Spielzeug dieser Art. Am Fuße der Akropolis fand man ausschließlich Pithos-Gräber, bei der der Leichnam in einem Tongefäß beigesetzt wird, aus klassischer Zeit. Die jüngsten Gräber stammten aus dem Ende des 4. Jahrhunderts v. Chr.
Die griechische Archäologin Fanouria Dakoronia vermutete anhand der geographischen Lage und der archäologischen Zeugnisse, dass es sich um den schon bei Homer erwähnten Ort Bessa (altgriechisch Βῆσσα; Schlucht, Waldtal) handelt. Strabon weist darauf hin, dass der Name Bessa wegen seiner Lage im Wald mit zwei S geschrieben werden muss.